# Coelioxys coturnix
Coelioxys coturnix là một loài Hymenoptera trong họ Megachilidae. Loài này được Pérez mô tả khoa học năm 1884.

## Hình ảnh

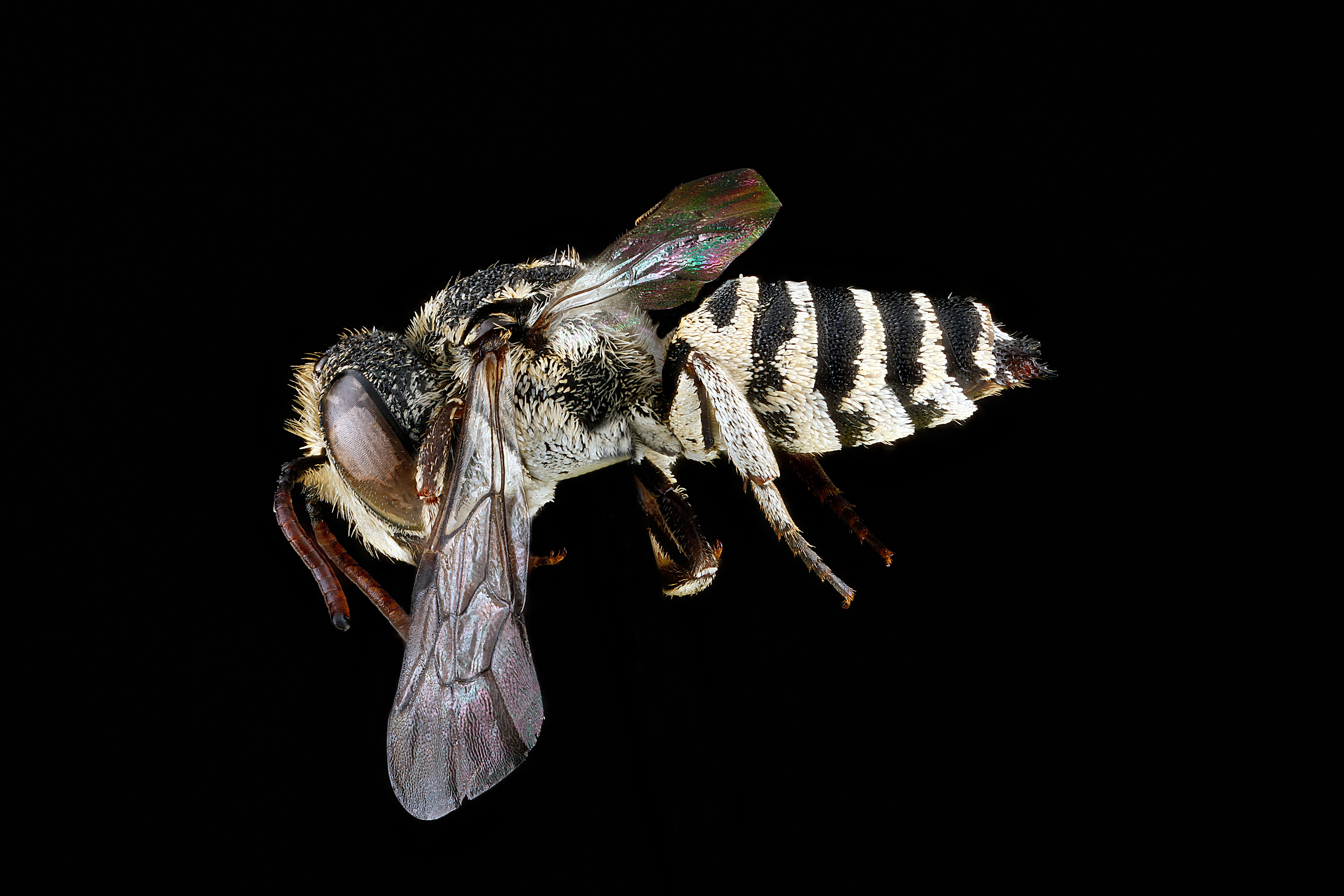
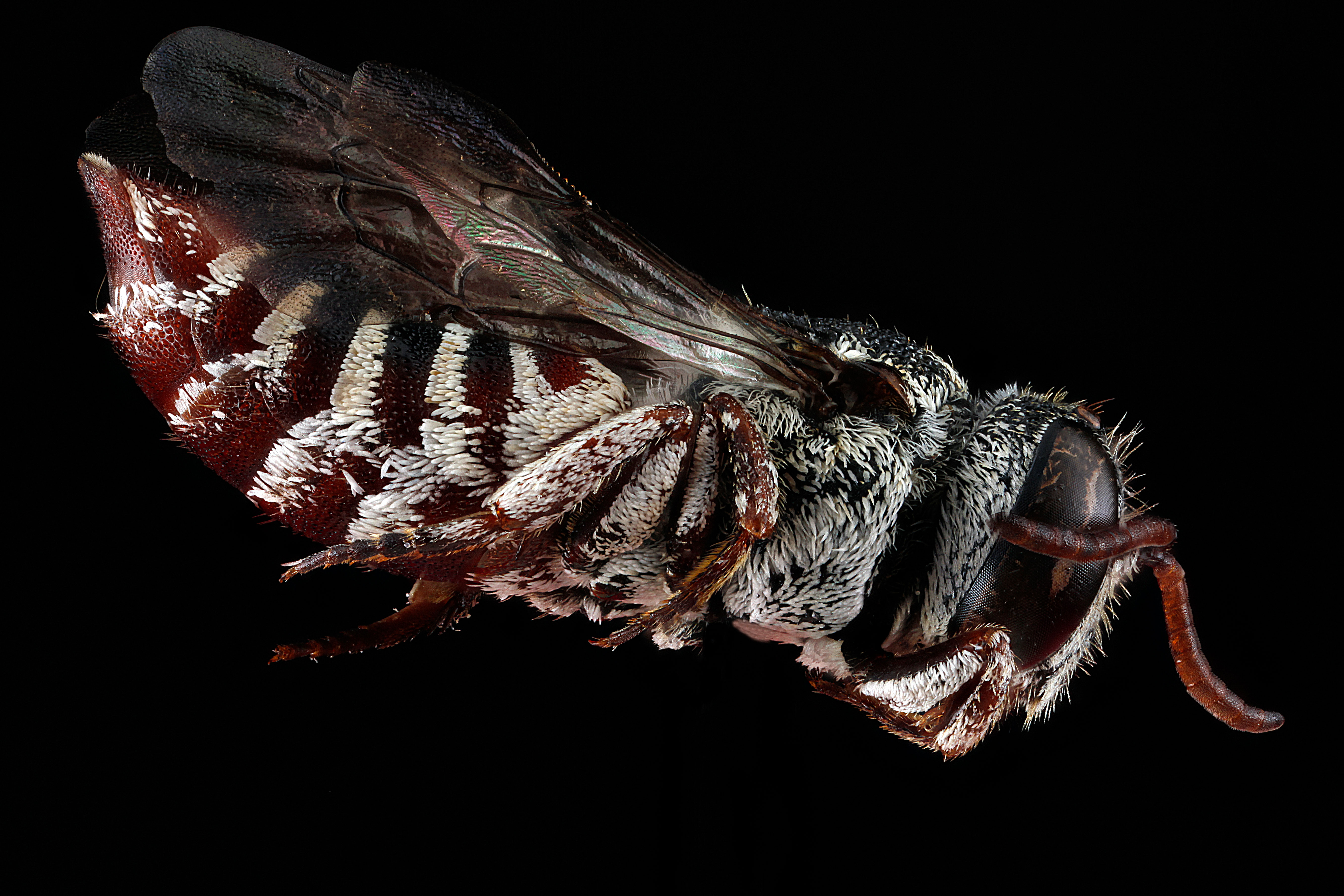
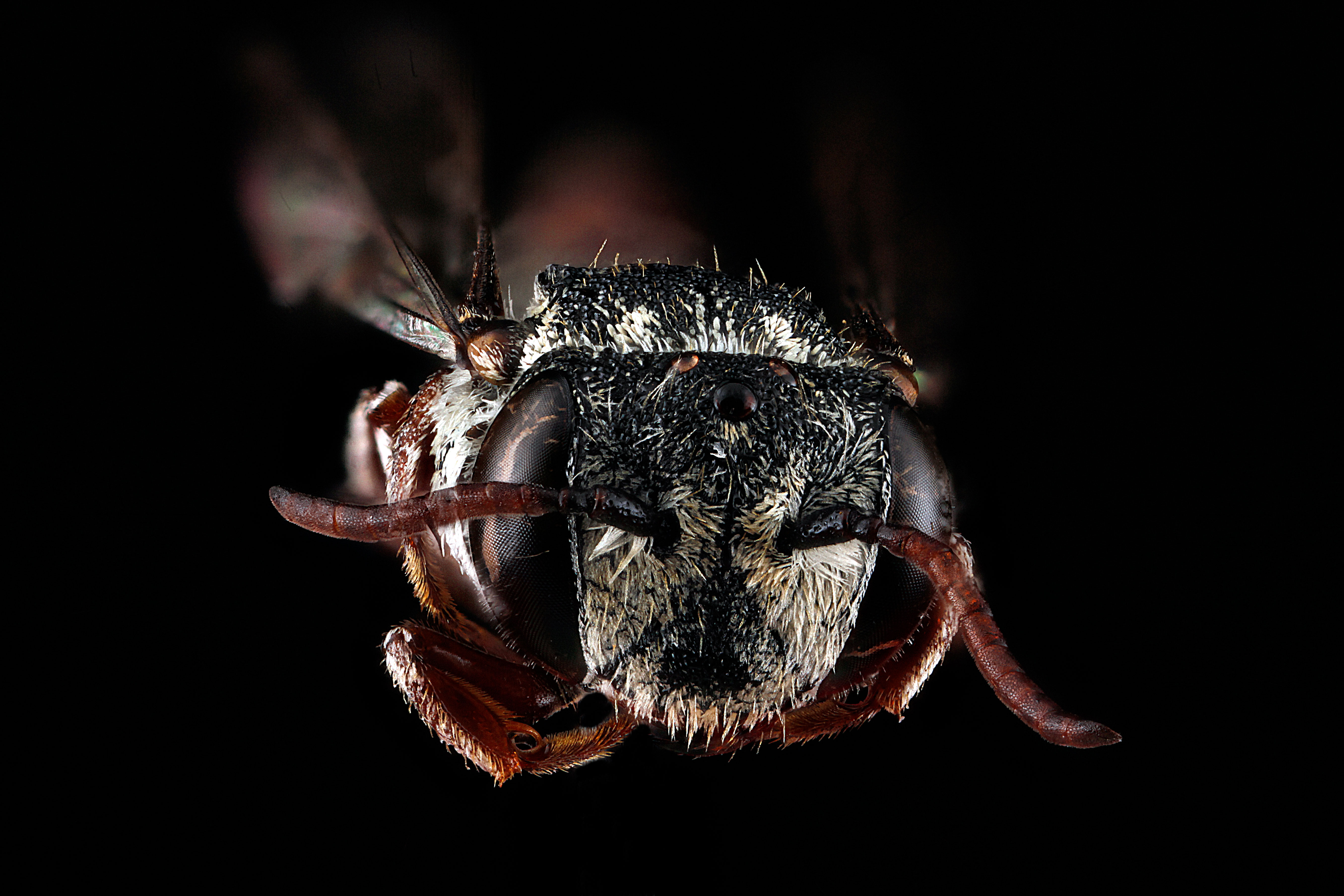
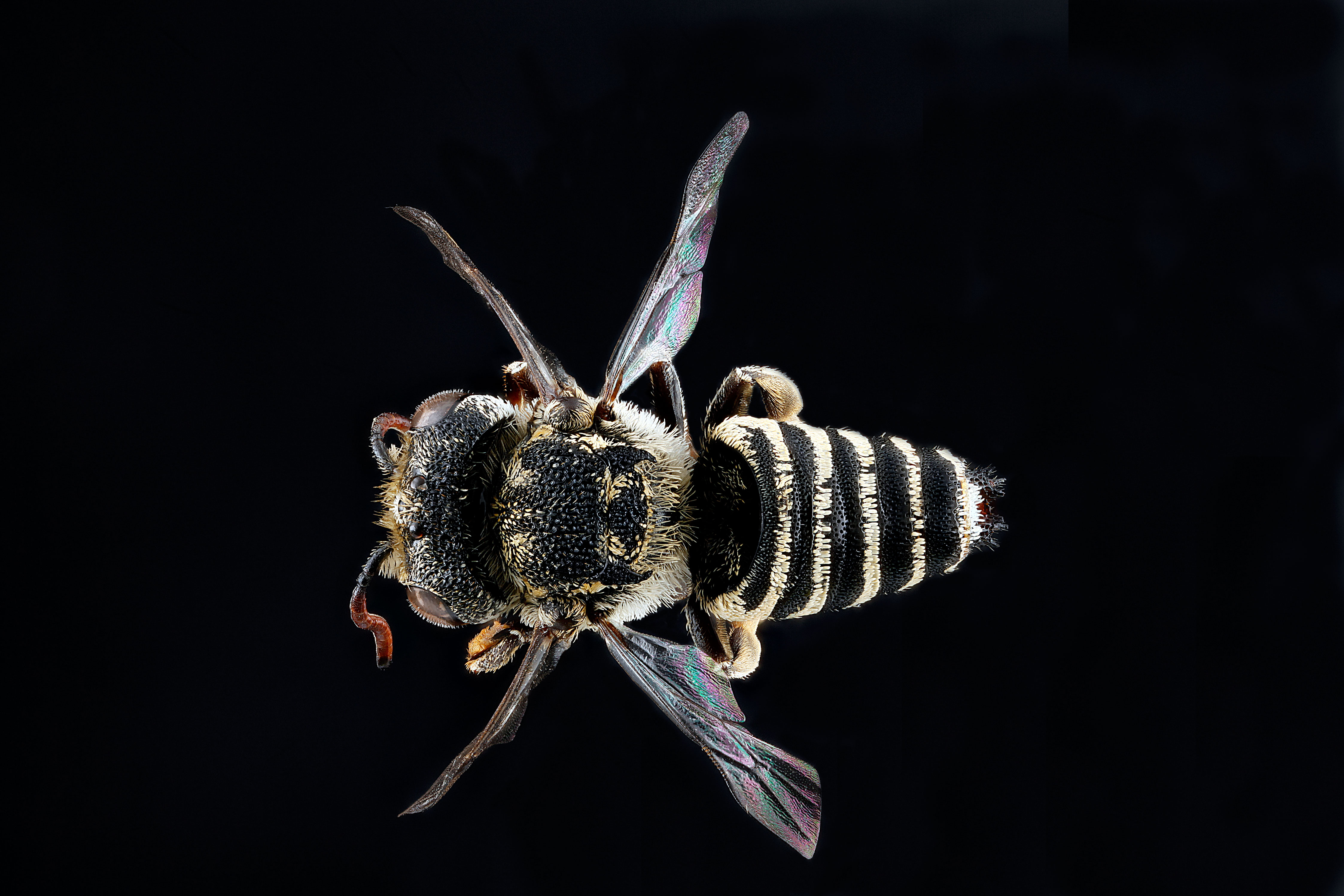